# 雷升
雷升（1443年—？），字大亨，湖廣荊州府江陵縣人，遼東三萬衛軍籍。明朝政治人物。進士出身。

## 生平
山東鄉試第三十三名。成化五年（1469年）乙丑科會試第一百六十六名，殿試登進士第三甲第六十四名。官至河南鹽運使。

## 家族
曾祖父雷榮。祖父雷喜春。父亲雷普。